# Olmos (distrito)
Olmos é um distrito do Peru, departamento de Lambayeque, localizada na província de Lambayeque.

## Transporte
O distrito de Olmos é servido pela seguinte rodovia:
- PE-1N, que liga o distrito de Aguas Verdes (Região de Tumbes - Ponte Huaquillas/Aguas Verdes (Fronteira Equador-Peru) - e a rodovia equatoriana E50 - à cidade de Lima (Província de Lima)
- PE-1NJ, que liga a cidade de Lambayeque ao distrito de Piura (Região de Piura)
- PE-4A, que liga a cidade ao distrito de Sechura (Região de Piura)
- PE-4B, que liga a cidade ao distrito de Huarmaca (Região de Piura)[1][2][3]